# Alexsandro de Souza
Alexsandro de Souza, conosciuto come Alex (Curitiba, 14 settembre 1977), è un allenatore di calcio ed ex calciatore brasiliano, di ruolo centrocampista o attaccante, tecnico dell'Operário-PR.

## Caratteristiche tecniche
Fantasista, eccellente dribblatore, abilissimo nel controllo palla, nei passaggi e negli assist, era un regista che dava ordine e dettava i tempi di gioco, oltre ad essere in possesso di giocate spettacolari. Non è mai stato un calciatore particolarmente veloce o forte fisicamente, quindi verso i trent'anni, quando gli addetti ai lavori si aspettavano un suo calo di rendimento, Alex è rimasto costante, riuscendo anche a migliorarsi. Durante la propria carriera professionistica non ha mai subito gravi infortuni. Era uno dei rari trequartisti "classici" che usano l'intelligenza, l'astuzia e la tecnica anziché usare il potere di portare i propri compagni di squadra nel vivo del gioco.
È stato uno tra i migliori registi brasiliani degli ultimi anni e tra i migliori nella storia del calcio turco, sia in termini realizzativi che qualitativi. Mancino, giocatore di qualità, dall'ottimo tiro dalla distanza, era uno specialista sui calci di punizione, dei calci d'angolo, ottimo rigorista (27 su 30 al Fener, 2 su 2 al Coritiba), grande finalizzatore, assist-man, bravo di testa, dal tiro potente e preciso. Grazie a queste qualità divenne ben presto uno dei beniamini dei tifosi del Fenerbahçe. Durante il suo periodo al Cruzeiro, Alex spesso si fermava a parlare con il tecnico Vanderlei Luxemburgo per ricevere più informazioni possibili sugli avversari.
«Grande giocatore», «stella» dalla «classe purissima», a 22 anni è descritto come la «stella nascente del calcio brasiliano». È uno degli idoli di Ganso, uno degli ultimi trequartisti classici. Nel 1999, l'IFFHS lo nomina terzo miglior attaccante del mondo. Il 15 settembre 2012, nel quartiere Kadıköy di Istanbul, il Fenerbahçe ha fatto costruire una statua di Alex.

## Carriera

### Club

#### Le prime esperienze
Fa le sue prime esperienze in Brasile, al Coritiba e al Palmeiras. Nel 2001 viene acquistato dal Parma, ma in Italia disputa soltanto gare amichevoli. A gennaio del 2002 torna in Brasile al Cruzeiro per circa 6 milioni di euro. In due stagioni e mezza mette a segno 64 gol in 121 partite.
Al Cruzeiro gioca il suo calcio migliore, portando il club da capitano e numero 10 a vincere la tripla corona: campionato statale, nazionale e Coppa nazionale. Nel 2003, grazie anche ai successi riportati col Cruzeiro, è eletto calciatore brasiliano dell'anno.

#### Fenerbahçe
Nei primi di giugno 2004 passa al Fenerbahçe in cambio di € 5 milioni, firmando un contratto triennale. Quando Ümit Özat si trasferisce al Colonia, Alex diviene capitano del club turco. Con questa maglia vince due campionati nelle stagioni 2004-2005 e nella stagione 2006-2007. È inoltre il miglior marcatore della stagione 2006-2007 e vince per tre volte il trofeo di miglior giocatore del campionato.
Il 23 novembre 2005, a causa di un infortunio, salta la partita di Champions contro il Milan.
Il 9 aprile 2006 ha segnato 2 gol in Süper Lig contro il Sivasspor; la seconda delle due marcature è stata la sua 250ª rete in carriera. Al termine della stagione 2006-2007, in scadenza di contratto, Alex decide di rinnovare per il Fenerbahçe di altri due anni, con opzione per il terzo. Con la partenza di diverse colonne del Fenerbahçe verso altre squadre, Alex eredita la fascia di capitano del club gialloblu. In questi anni diviene l'uomo chiave del Fenerbahçe. Nella stagione 2010-2011 segna reti importanti come la tripletta nello scontro diretto contro il Beşiktaş (2-4) e i 5 gol contro l'Ankaragücü del 15 maggio (6-0). Alla sua settima stagione con i Turchi conclude la stagione 2010-2011 con l'ennesima vittoria del campionato Turco e inoltre, con 28 gol, viene eletto capocannoniere e miglior giocatore del campionato. Tuttavia vista la squalifica della Federcalcio turca per illecito sportivo, il Fenerbahçe perde il primato e la qualificazione alla Champions League 2011-2012. Nella stagione seguente il Fenerbahçe perde campionato e supercoppa, ma si consola con la coppa nazionale in cui Alex segna un gol nella finale e viene nominato miglior giocatore della competizione.
Storico capitano, bandiera e leggenda del Fenerbahçe. Dopo un conflitto con il tecnico del Fener, Aykut Kocaman, Alex decide di trasferirsi. A causa dei cattivi rapporti con l'allenatore, Alex è spesso messo in panchina e dopo un pareggio contro il Kasımpaşaspor (2-2), Kocaman lo punisce mettendolo fuori rosa e costringendolo ad allenarsi con la squadra giovanili a tempo indeterminato.

#### Il ritorno in Brasile
Il 1º ottobre 2012 il giocatore brasiliano rescinde il contratto con la squadra turca, negli ultimi tempi, non ha avuto un rapporto felice con la sua squadra. Il 20 ottobre 2012 viene ingaggiato dal Coritiba facendo così ritorno alla squadra che lo aveva lanciato nel calcio. Già nel 2008, Alex aveva mostrato l'intenzione di terminare la carriera calcistica al Coritiba.
Il 7 dicembre 2014 si ritira dal calcio giocato.

### Nazionale
È salito alla ribalta internazionale indossando anche la fascia di capitano della nazionale brasiliana dopo il suo periodo d'oro al Palmeiras.
Dopo aver giocato tutti gli incontri validi per le qualificazioni ai Mondiali del 2002, il CT Felipe Scolari decide di escluderlo dalla lista dei convocati alla rassegna mondiale.

## Statistiche

### Presenze e reti nei club
Statistiche aggiornate al 1º gennaio 2015.
| Stagione          | Squadra           | Campionato        | Campionato | Campionato | Coppe nazionali | Coppe nazionali | Coppe nazionali | Coppe continentali | Coppe continentali | Coppe continentali | Altre coppe | Altre coppe | Altre coppe | Totale | Totale |
| Stagione          | Squadra           | Comp              | Pres       | Reti       | Comp            | Pres            | Reti            | Comp               | Pres               | Reti               | Comp        | Pres        | Reti        | Pres   | Reti   |
| ----------------- | ----------------- | ----------------- | ---------- | ---------- | --------------- | --------------- | --------------- | ------------------ | ------------------ | ------------------ | ----------- | ----------- | ----------- | ------ | ------ |
| 1995              | Coritiba          | A1/CP+B           | 25+27      | 2+4        | -               | -               | -               | -                  | -                  | -                  | -           | -           | -           | 52     | 6      |
| 1996              | Coritiba          | A1/CP+A           | 24+18      | 6+5        | CB              | 2               | 0               | -                  | -                  | -                  | -           | -           | -           | 44     | 11     |
| gen. -giu.1997    | Coritiba          | A1/CP+A           | 20+0       | 13+0       | CB              | 4               | 2               | -                  | -                  | -                  | -           | -           | -           | 24     | 15     |
| giu. -dic.1997    | Palmeiras         | A1/SP+A           | 0+28       | 0+7        | CB              | -               | -               | -                  | -                  | -                  |             | -           | -           | 28     | 7      |
| 1998              | Palmeiras         | A1/SP+A           | 12+23      | 3+7        | CB              | 11              | 1               | CM                 | 11                 | 6                  | RSP         | 8           | 2           | 65     | 19     |
| 1999              | Palmeiras         | A1/SP+A           | 12+14      | 5+4        | CB              | 9               | 2               | CL+CM              | 14+7               | 4+3                | RSP+CI      | 3+1         | 0+0         | 60     | 18     |
| gen. -giu.2000    | Palmeiras         | A1/SP+A           | 11+0       | 1+0        | CB              | 2               | 1               | CL                 | 13                 | 4                  | RSP         | 5           | 4           | 31     | 10     |
| giu. -dic.2000    | Flamengo          | A/RJ+A            | 0+10       | 0+3        | CB              | -               | -               | CM                 | 2                  | 0                  | -           | -           | -           | 12     | 3      |
| gen. -giu.2001    | Palmeiras         | A1/SP+A           | 14+0       | 9+0        | CB              | -               | -               | CL                 | 12                 | 4                  | RSP         | 4           | 1           | 30     | 14     |
| giu. -dic.2001    | Cruzeiro          | M1/MG+A           | 0+16       | 0+4        | -               | -               | -               |                    | -                  | -                  | -           | -           | -           | 16     | 4      |
| gen. -apr.2002    | Palmeiras         | SP+A              | -          | -          | CB              | 2               | 0               |                    | -                  | -                  | RSP         | 13          | 5           | 15     | 5      |
| Totale Palmeiras  | Totale Palmeiras  | Totale Palmeiras  | 49+65      | 18+18      |                 | 24              | 4               |                    | 57                 | 21                 |             | 34          | 12          | 229    | 73     |
| mag.2002          | Parma             | A                 | 0          | 0          | CI              | 0               | 0               | -                  | -                  | -                  | -           | -           | -           | 0      | 0      |
| sett. -dic.2002   | Cruzeiro          | M1/MG+A           | 0+13       | 0+2        | CB              | 0               | 0               | -                  | -                  | -                  | -           | -           | -           | 13     | 2      |
| 2003              | Cruzeiro          | M1/MG+A           | 11+38      | 9+23       | CB              | 11              | 6               | CS                 | 1                  | 0                  | -           | -           | -           | 61     | 38     |
| gen.-lug. 2004    | Cruzeiro          | M1/MG+A           | 16+5       | 14+2       | -               | -               | -               | CL                 | 7                  | 3                  | -           | -           | -           | 28     | 19     |
| Totale Cruzeiro   | Totale Cruzeiro   | Totale Cruzeiro   | 27+72      | 23+31      |                 | 11              | 6               |                    | 8                  | 3                  |             | -           | -           | 118    | 63     |
| 2004-2005         | Fenerbahçe        | SL                | 31         | 24         | CT              | 5               | 3               | UCL+CU             | 6+2                | 0+1                | -           | -           | -           | 44     | 28     |
| 2005-2006         | Fenerbahçe        | SL                | 31         | 15         | CT              | 8               | 2               | UCL                | 4                  | 3                  | -           | -           | -           | 43     | 20     |
| 2006-2007         | Fenerbahçe        | SL                | 32         | 19         | CT              | 3               | 0               | UCL+CU             | 4+8                | 0+1                | -           | -           | -           | 47     | 20     |
| 2007-2008         | Fenerbahçe        | SL                | 28         | 14         | CT              | 2               | 0               | UCL                | 12                 | 4                  | ST          | 1           | 0           | 43     | 18     |
| 2008-2009         | Fenerbahçe        | SL                | 26         | 11         | CT              | 5               | 4               | UCL                | 9                  | 2                  | -           | -           | -           | 40     | 17     |
| 2009-2010         | Fenerbahçe        | SL                | 26         | 11         | CT              | 8               | 5               | UEL                | 8                  | 3                  | ST          | 1           | 2           | 43     | 21     |
| 2010-2011         | Fenerbahçe        | SL                | 33         | 28         | CT              | 1               | 0               | UCL+UEL            | 2+2                | 0+0                | -           | -           | -           | 38     | 28     |
| 2011-2012         | Fenerbahçe        | SL                | 33         | 14         | CT              | 3               | 3               | -                  | -                  | -                  | -           | -           | -           | 36     | 17     |
| lug.-ott. 2012    | Fenerbahçe        | SL                | 5          | 0          | CT              | -               | -               | UCL+UEL            | 3+1                | 0+1                | ST          | 1           | 1           | 10     | 2      |
| Totale Fenerbahçe | Totale Fenerbahçe | Totale Fenerbahçe | 245        | 136        |                 | 35              | 17              |                    | 61                 | 15                 |             | 3           | 3           | 344    | 171    |
| 2013              | Coritiba          | A1/CP+A           | 17+29      | 15+12      | CB              | 1               | 0               | CS                 | 1                  | 0                  | -           | -           | -           | 48     | 27     |
| 2014              | Coritiba          | A1/CP+A           | 8+26       | 4+6        | CB              | 3               | 0               | -                  | -                  | -                  | -           | -           | -           | 37     | 10     |
| Totale Coritiba   | Totale Coritiba   | Totale Coritiba   | 94+100     | 40+27      |                 | 10              | 2               |                    | 1                  | 0                  |             | -           | -           | 205    | 69     |
| Totale carriera   | Totale carriera   | Totale carriera   | 662        | 296        |                 | 80              | 27              |                    | 129                | 39                 |             | 37          | 15          | 908    | 377    |

### Cronologia presenze e reti in nazionale
| Cronologia completa delle presenze e delle reti in nazionale ― Brasile | Cronologia completa delle presenze e delle reti in nazionale ― Brasile | Cronologia completa delle presenze e delle reti in nazionale ― Brasile | Cronologia completa delle presenze e delle reti in nazionale ― Brasile | Cronologia completa delle presenze e delle reti in nazionale ― Brasile | Cronologia completa delle presenze e delle reti in nazionale ― Brasile | Cronologia completa delle presenze e delle reti in nazionale ― Brasile | Cronologia completa delle presenze e delle reti in nazionale ― Brasile |
| Data                                                                   | Città                                                                  | In casa                                                                | Risultato                                                              | Ospiti                                                                 | Competizione                                                           | Reti                                                                   | Note                                                                   |
| ---------------------------------------------------------------------- | ---------------------------------------------------------------------- | ---------------------------------------------------------------------- | ---------------------------------------------------------------------- | ---------------------------------------------------------------------- | ---------------------------------------------------------------------- | ---------------------------------------------------------------------- | ---------------------------------------------------------------------- |
| 23-9-1998                                                              | São Luís                                                               | Brasile                                                                | 1 – 1                                                                  | Jugoslavia                                                             | Amichevole                                                             | -                                                                      | 82’                                                                    |
| 14-10-1998                                                             | Washington                                                             | Brasile                                                                | 5 – 1                                                                  | Ecuador                                                                | Amichevole                                                             | -                                                                      | 65’                                                                    |
| 26-6-1999                                                              | Curitiba                                                               | Brasile                                                                | 3 – 0                                                                  | Lettonia                                                               | Amichevole                                                             | 1                                                                      |                                                                        |
| 30-6-1999                                                              | Ciudad del Este                                                        | Brasile                                                                | 7 – 0                                                                  | Venezuela                                                              | Coppa America 1999 - 1º turno                                          | -                                                                      | 70’                                                                    |
| 3-7-1999                                                               | Ciudad del Este                                                        | Brasile                                                                | 2 – 1                                                                  | Messico                                                                | Coppa America 1999 - 1º turno                                          | 1                                                                      | 78’                                                                    |
| 6-7-1999                                                               | Ciudad del Este                                                        | Brasile                                                                | 1 – 0                                                                  | Cile                                                                   | Coppa America 1999 - 1º turno                                          | -                                                                      | 73’                                                                    |
| 14-7-1999                                                              | Ciudad del Este                                                        | Brasile                                                                | 2 – 0                                                                  | Messico                                                                | Coppa America 1999 - Semifinale                                        | -                                                                      | 80’                                                                    |
| 24-7-1999                                                              | Guadalajara                                                            | Brasile                                                                | 4 – 0                                                                  | Germania                                                               | Conf. Cup 1999 - 1º turno                                              | 2                                                                      | 62’                                                                    |
| 28-7-1999                                                              | Guadalajara                                                            | Brasile                                                                | 1 – 0                                                                  | Stati Uniti                                                            | Conf. Cup 1999 - 1º turno                                              | -                                                                      | 78’                                                                    |
| 30-7-1999                                                              | Guadalajara                                                            | Nuova Zelanda                                                          | 0 – 2                                                                  | Brasile                                                                | Conf. Cup 1999 - 1º turno                                              | -                                                                      |                                                                        |
| 1-8-1999                                                               | Guadalajara                                                            | Brasile                                                                | 8 – 2                                                                  | Arabia Saudita                                                         | Conf. Cup 1999 - Semifinale                                            | 2                                                                      |                                                                        |
| 4-8-1999                                                               | Città del Messico                                                      | Messico                                                                | 4 – 3                                                                  | Brasile                                                                | Conf. Cup 1999 - Finale                                                | -                                                                      |                                                                        |
| 4-9-1999                                                               | Buenos Aires                                                           | Argentina                                                              | 2 – 0                                                                  | Brasile                                                                | Amichevole                                                             | -                                                                      | 46’                                                                    |
| 28-3-2000                                                              | Bogotà                                                                 | Colombia                                                               | 0 – 0                                                                  | Brasile                                                                | Qual. Mondiali 2002                                                    | -                                                                      | 45’                                                                    |
| 26-4-2000                                                              | San Paolo                                                              | Brasile                                                                | 3 – 2                                                                  | Ecuador                                                                | Qual. Mondiali 2002                                                    | -                                                                      | 68’                                                                    |
| 4-6-2000                                                               | Lima                                                                   | Perù                                                                   | 0 – 1                                                                  | Brasile                                                                | Qual. Mondiali 2002                                                    | -                                                                      | 65’                                                                    |
| 28-6-2000                                                              | Rio de Janeiro                                                         | Brasile                                                                | 1 – 1                                                                  | Uruguay                                                                | Qual. Mondiali 2002                                                    | -                                                                      | 46’                                                                    |
| 26-7-2000                                                              | San Paolo                                                              | Brasile                                                                | 3 – 1                                                                  | Argentina                                                              | Qual. Mondiali 2002                                                    | 1                                                                      | 74’                                                                    |
| 15-8-2000                                                              | Santiago del Cile                                                      | Cile                                                                   | 3 – 0                                                                  | Brasile                                                                | Qual. Mondiali 2002                                                    | -                                                                      | 61’                                                                    |
| 3-9-2000                                                               | Rio de Janeiro                                                         | Brasile                                                                | 5 – 0                                                                  | Bolivia                                                                | Qual. Mondiali 2002                                                    | -                                                                      | 58’                                                                    |
| 12-7-2001                                                              | Cali                                                                   | Messico                                                                | 1 – 0                                                                  | Brasile                                                                | Coppa America 2001 - 1º turno                                          | -                                                                      |                                                                        |
| 15-7-2001                                                              | Cali                                                                   | Brasile                                                                | 2 – 0                                                                  | Perù                                                                   | Coppa America 2001 - 1º turno                                          | -                                                                      | 62’                                                                    |
| 18-7-2001                                                              | Cali                                                                   | Brasile                                                                | 3 – 1                                                                  | Paraguay                                                               | Coppa America 2001 - 1º turno                                          | 1                                                                      | 65’                                                                    |
| 23-7-2001                                                              | Manizales                                                              | Honduras                                                               | 2 – 0                                                                  | Brasile                                                                | Coppa America 2001 - Quarti di finale                                  | -                                                                      | 46’                                                                    |
| 9-8-2001                                                               | Curitiba                                                               | Brasile                                                                | 5 – 0                                                                  | Panama                                                                 | Amichevole                                                             | 1                                                                      | 58’                                                                    |
| 7-3-2002                                                               | Cuiabá                                                                 | Brasile                                                                | 6 – 1                                                                  | Islanda                                                                | Amichevole                                                             | -                                                                      | 46’                                                                    |
| 21-6-2003                                                              | Lione                                                                  | Brasile                                                                | 1 – 0                                                                  | Stati Uniti                                                            | Conf. Cup 2003 - 1º turno                                              | -                                                                      | 74’                                                                    |
| 23-6-2003                                                              | Saint-Étienne                                                          | Brasile                                                                | 2 – 2                                                                  | Turchia                                                                | Conf. Cup 2003 - 1º turno                                              | 1                                                                      | 64’ 90’                                                                |
| 7-9-2003                                                               | Barranquilla                                                           | Colombia                                                               | 1 – 2                                                                  | Brasile                                                                | Qual. Mondiali 2006                                                    | -                                                                      | 60’                                                                    |
| 10-9-2003                                                              | Manaus                                                                 | Brasile                                                                | 1 – 0                                                                  | Ecuador                                                                | Qual. Mondiali 2006                                                    | -                                                                      | 90’                                                                    |
| 16-11-2003                                                             | Lima                                                                   | Perù                                                                   | 1 – 1                                                                  | Brasile                                                                | Qual. Mondiali 2006                                                    | -                                                                      | 75’ 79’                                                                |
| 19-11-2003                                                             | Curitiba                                                               | Brasile                                                                | 3 – 3                                                                  | Uruguay                                                                | Qual. Mondiali 2006                                                    | -                                                                      | 72’                                                                    |
| 28-4-2004                                                              | Budapest                                                               | Ungheria                                                               | 1 – 4                                                                  | Brasile                                                                | Amichevole                                                             | -                                                                      | 60’                                                                    |
| 20-5-2004                                                              | Saint-Denis                                                            | Francia                                                                | 0 – 0                                                                  | Brasile                                                                | Amichevole                                                             | -                                                                      | 46’                                                                    |
| 2-6-2004                                                               | Belo Horizonte                                                         | Brasile                                                                | 3 – 1                                                                  | Argentina                                                              | Qual. Mondiali 2006                                                    | -                                                                      | 73’                                                                    |
| 6-6-2004                                                               | Santiago del Cile                                                      | Cile                                                                   | 1 – 1                                                                  | Brasile                                                                | Qual. Mondiali 2006                                                    | -                                                                      | 85’                                                                    |
| 8-7-2004                                                               | Arequipa                                                               | Brasile                                                                | 1 – 0                                                                  | Cile                                                                   | Coppa America 2004 - 1º turno                                          | -                                                                      |                                                                        |
| 11-7-2004                                                              | Arequipa                                                               | Brasile                                                                | 4 – 1                                                                  | Costa Rica                                                             | Coppa America 2004 - 1º turno                                          | -                                                                      |                                                                        |
| 18-7-2004                                                              | Piura                                                                  | Messico                                                                | 0 – 4                                                                  | Brasile                                                                | Coppa America 2004 - Quarti di finale                                  | 1                                                                      |                                                                        |
| 21-7-2004                                                              | Lima                                                                   | Brasile                                                                | 1 – 1 dts (5 – 3 dtr)                                                  | Uruguay                                                                | Coppa America 2004 - Semifinale                                        | -                                                                      |                                                                        |
| 25-7-2004                                                              | Lima                                                                   | Argentina                                                              | 2 – 2 dts (2 – 4 dtr)                                                  | Brasile                                                                | Coppa America 2004 - Finale                                            | -                                                                      | 63’                                                                    |
| 4-9-2004                                                               | San Paolo                                                              | Brasile                                                                | 3 – 1                                                                  | Bolivia                                                                | Qual. Mondiali 2006                                                    | -                                                                      | 60’                                                                    |
| 8-9-2004                                                               | Berlino                                                                | Germania                                                               | 1 – 1                                                                  | Brasile                                                                | Amichevole                                                             | -                                                                      | 61’                                                                    |
| 9-10-2004                                                              | Maracaibo                                                              | Venezuela                                                              | 2 – 5                                                                  | Brasile                                                                | Qual. Mondiali 2006                                                    | -                                                                      | 72’                                                                    |
| 13-10-2004                                                             | Maceió                                                                 | Brasile                                                                | 0 – 0                                                                  | Colombia                                                               | Qual. Mondiali 2006                                                    | -                                                                      | 58’                                                                    |
| 9-2-2005                                                               | Hong Kong                                                              | Hong Kong                                                              | 1 – 7                                                                  | Brasile                                                                | Lunar New Year Cup 2005                                                | 1                                                                      | 59’                                                                    |
| 9-10-2005                                                              | La Paz                                                                 | Bolivia                                                                | 1 – 1                                                                  | Brasile                                                                | Qual. Mondiali 2006                                                    | -                                                                      | 58’                                                                    |
| 12-10-2005                                                             | Belém                                                                  | Brasile                                                                | 3 – 0                                                                  | Venezuela                                                              | Qual. Mondiali 2006                                                    | -                                                                      | 64’                                                                    |
| Totale                                                                 |                                                                        | Presenze                                                               | 48                                                                     |                                                                        | Reti                                                                   | 12                                                                     |                                                                        |

## Palmarès

### Giocatore

#### Club

##### Competizioni statali
- Torneo Rio-San Paolo: 1

Palmeiras: 2000
- Campeonato Mineiro: 2

Cruzeiro: 2003, 2004
- Campeonato Paranaense: 1

Coritiba: 2013

##### Competizioni nazionali
- Coppa del Brasile: 2

Palmeiras: 1998
Cruzeiro: 2003
- Campionato brasiliano: 1

Cruzeiro: 2003
- Campionato turco: 3

Fenerbahçe: 2004-2005, 2006-2007, 2010-2011
- Supercoppa turca: 2

Fenerbahçe: 2007, 2009
- Coppa di Turchia: 1

Fenerbahçe: 2011-2012

##### Competizioni internazionali
- Coppa Mercosur: 1

Palmeiras: 1998
- Coppa Libertadores: 1

Palmeiras: 1999

#### Nazionale
- Coppa America: 2

Paraguay 1999, Perù 2004

#### Individuale
- Miglior giocatore del campionato paranaense: 1

1996
- Capocannoniere della Coppa Mercosur: 1

1998 (6 gol, a pari merito con Fábio Júnior)
- Equipo Ideal de América: 2

1999, 2003
- Miglior centrocampista del Sudamerica: 2

1999, 2003
- Bola de Ouro dalla rivista Placar: 1

2003
- Miglior giocatore del campionato turco: 4

2004-2005, 2005-2006, 2006-2007, 2010-2011
- Capocannoniere del campionato turco: 2

2006-2007 (19 gol), 2010-2011 (28 gol)